# Манап (аул)
Манап (каз. Манап, до 1997 г. — Старый Талап) — аул в Жанакорганском районе Кызылординской области Казахстана. Административный центр Манапского сельского округа. Код КАТО — 434067100.

## Население
В 1999 году население аула составляло 614 человек (318 мужчин и 296 женщин). По данным переписи 2009 года, в ауле проживало 713 человек (340 мужчин и 373 женщины).